# Emil Wutzky
Emil Wutzky (* 4. Oktober 1871 in Berlin; † 30. Dezember 1963 in West-Berlin) war ein deutscher Gewerkschafter, Genossenschaftler und sozialdemokratischer Politiker. Dabei machte er sich insbesondere als Kommunalpolitiker in Neukölln und später in Berlin einen Namen.

## Frühe Jahre
Emil Wutzky war gelernter Schriftsetzer. Im Jahr 1890 trat er dem „Unterstützungsverein deutscher Buchdrucker“ bei. Außerdem bildete er sich in Abendkursen der Freien Hochschule und des Kunstgewerbemuseums fort. Zwischen 1892 und 1900 war er Vertrauensmann der Buchdrucker in Berlin. Aus Protest gegen nationalistische Tendenzen im Turnverein Jahn wurde er 1894 Mitbegründer der Freien Turnerschaft Rixdorf und des Märkischen Turnerbundes. Im Jahr 1897 trat er der SPD bei. Von 1899 bis 1917 war Wutzky Stadtverordneter von Rixdorf (seit 1912 Neukölln).
Um mehr Zeit für seine kommunalpolitische Arbeit zu haben, gab Wutzky 1902 die Schriftsetzertätigkeit auf und arbeitete für die Konsumgenossenschaft Rixdorf. Dort stieg er zum Geschäftsführer für Kassen- und Rechnungswesen auf. Der Versuch, beim Zentralverband der Handels-, Transport-, Verkehrsarbeiter und Arbeiterinnen Deutschlands angestellt zu werden, scheiterte am internen Widerstand gegen den Fachfremden, obwohl Wutzky eine „Denkschrift zur Einrichtung einer Fachschule für das Transport- und Verkehrsgewerbe in Berlin“ verfasst hatte. Im Jahr 1905 war er Spediteur des Vorwärts und gleichzeitig ehrenamtlicher Vorsitzender der AOK von Neukölln.

## Gewerkschafter
Hauptberuflich war er von 1906 bis 1919 Geschäftsführer der Filiale des freigewerkschaftlichen „Verbandes der in Gemeinde- und Staatsbetrieben beschäftigten Arbeiter und Unterangestellten“, später Gemeinde- und Staatsarbeiterverbandes, in Berlin. Wutzky war auch Vorsitzender der Presskommission für das zentrale Gewerkschaftsblatt. Über diese Schiene versuchte er Einfluss auf die Gesamtorganisation zu nehmen, was in der Gewerkschaft heftige Konflikte auslöste. Wutzky spielte auch eine wichtige Rolle im Berliner Gewerkschaftskartell (hier Gewerkschaftskomitee genannt). Im Jahr 1912 trat Wutzky auf dem Verbandstag seiner Gewerkschaft in einer Kampfabstimmung gegen den Vorsitzenden Albin Mohs an und verlor, obwohl er die Rückendeckung des Vorstandes hatte. Im 1914 gelang es ihm nicht, als zweiter Vorsitzender des Hauptvorstandes gewählt zu werden, stattdessen wurde er Sekretär im Vorstand. Weil der Gewerkschaftsvorsitzende Richard Heckmann Kriegsdienst leisten musste, war Wutzky im Ersten Weltkrieg der faktische Leiter des Verbandes. Außerdem war er Vorsitzender des Aufsichtsrates der Baugenossenschaft Ideal in Neukölln. In dieser Funktion war er maßgeblich daran beteiligt den Konkurs der Genossenschaft abzuwenden.

## Kommunalpolitik
Zwischen 1917 und 1919 war er unbesoldeter Stadtrat als Mitglied des Magistrats in Neukölln. Nach heftigen Kontroversen auf dem Verbandstag seiner Gewerkschaft trat Wutzky 1919 von allen Gewerkschaftsämtern zurück. Danach war er kurze Zeit bis zur Bildung von Groß-Berlin besoldeter Stadtrat in Neukölln. Zuständig war er für den Bereich der Grünflächen, aber auch für das Wohlfahrts- und Jugendamt. Zwischen 1919 und 1921 war Wutzky Mitglied der Verfassungsgebenden Preußischen Landesversammlung. Dort war er an den Beratungen zur Bildung von Großberlin hervorragend beteiligt. Zwischen 1920 und 1932 war Wutzky besoldeter Stadtrat von Berlin. Seine Hauptzuständigkeitsbereiche waren das Ernährungswesen, die Wohnungsbauverwaltung, das Landeswohlfahrtsamt und das Jugendamt. Im letzteren Bereich war er Vorsitzender der entsprechenden Deputation. Er war zwischen 1924 und 1932 stellvertretendes Mitglied des Reichsrates. Außerdem war er Aufsichtsratsvorsitzender der städtischen Gesellschaften für Stadtgüter und die Gas-, Elektrizitäts- und Wasserwerke.
Nach dem Ende der Wahlperiode schied Wutzky 1932 aus dem Magistrat aus. Seine Rechte als Beamter wurden ihm in der Zeit des Nationalsozialismus aberkannt und Wutzky wurde mehrfach von der Gestapo verhört.

## Nachkriegsjahre
Nach der Befreiung engagierte sich Wutzky ab 1945 für den Wiederaufbau demokratischer kommunaler Strukturen. Ab 1946 war er Bezirksverordneter und ab 1950 Bürgerdeputierter der Deputation für das Bau- und Wohnungswesen von Neukölln. Ebenfalls nach 1945 hatte er versucht, die Genossenschaftsbewegung in dem Stadtbezirk wieder zu beleben, scheiterte damit aber am anfänglichen Widerstand der amerikanischen Militärverwaltung. Erst 1949 wurde die  Großeinkaufs- und Verbrauchergenossenschaft für (West-)Berlin gegründet. Wutzky war ab 1950 Mitglied im Vorstand der Organisation.

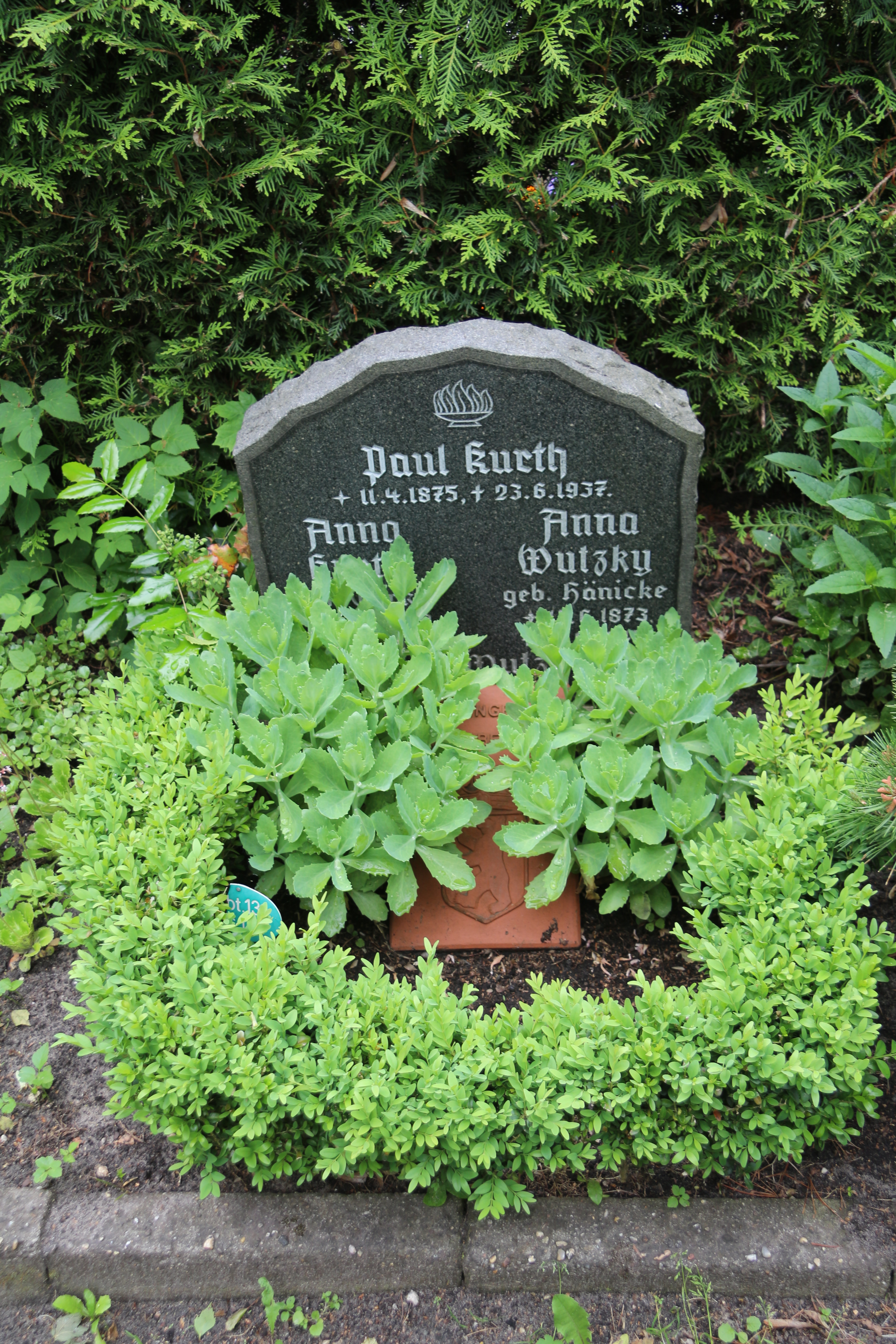
Ehrengrab Emil Wutzkys

## Ehrungen
Im Jahr 1949 wurde Wutzky für seine Leistungen in der Berliner Kommunalpolitik mit dem Titel eines Stadtältesten geehrt. 1952 erhielt er das Verdienstkreuz am Bande der Bundesrepublik Deutschland. In seinen letzten Lebensjahren engagierte sich Wutzky vor allem im Vorstand des „Vereins für die Geschichte Berlins“.
Wutzky erhielt ein Ehrengrab der Stadt Berlin auf dem Landeseigenen Friedhof Rudow (Abt. 13, Nr. 113). 1966 wurde die Wutzkyallee nach ihm benannt, die in unmittelbarer Nähe zu seinem letzten Wohnhaus liegt.